# جک رایان کولی
جک رایان کولی (انگلیسی: Jack Cooley؛ زادهٔ ۱۲ آوریل ۱۹۹۱) بازیکن بسکتبال اهل ایالات متحده آمریکا است.
از باشگاه‌هایی که در آن بازی کرده‌است می‌توان به باشگاه بسکتبال مالاگا اشاره کرد.